# Progonatemnus succineus
Progonatemnus
Genre
Espèce
Progonatemnus succineus, unique représentant du genre Progonatemnus, est une espèce fossile de pseudoscorpions de la famille des Atemnidae.

## Distribution
Cette espèce a été découverte dans de l'ambre de la mer Baltique, en Russie. Elle date de l'Éocène.

## Publication originale
: document utilisé comme source pour la rédaction de cet article.
- Beier, 1955 : Pseudoscorpione im baltischen Bernstein aus dem Geologischen Staatsinstitut in Hamburg. Mitteilungen aus dem Mineralogisch-Geologischen Staatsinstitut in Hamburg, vol. 24, p. 48-54 (de).